# Saisseval
Saisseval és un municipi francès situat al departament del Somme i a la regió dels Alts de França. L'any 2007 tenia 220 habitants.

## Demografia

### Població

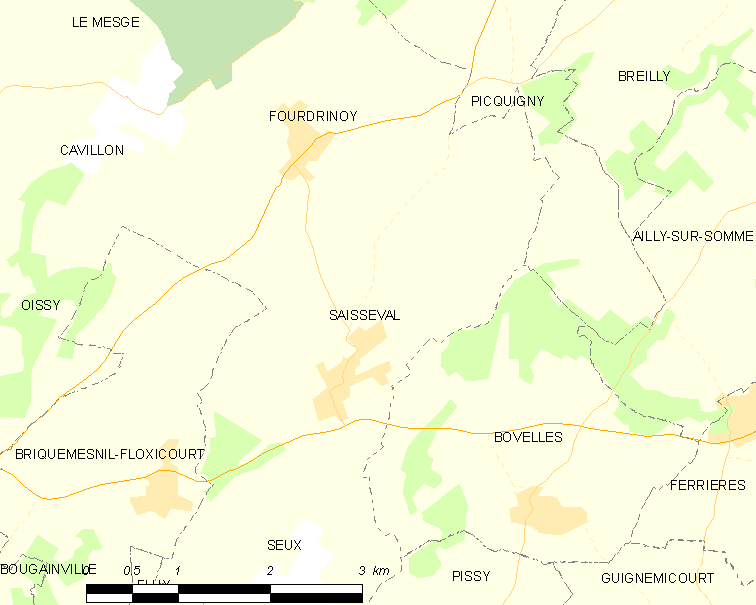

El 2007 la població de fet de Saisseval era de 220 persones. Hi havia 88 famílies de les quals 20 eren unipersonals (8 homes vivint sols i 12 dones vivint soles), 40 parelles sense fills i 28 parelles amb fills.
La població ha evolucionat segons el següent gràfic:
Habitants censats

### Habitatges

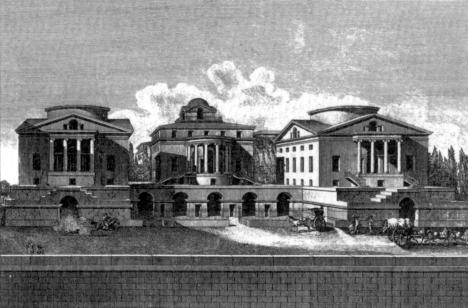

El 2007 hi havia 96 habitatges, 89 eren l'habitatge principal de la família, 4 eren segones residències i 3 estaven desocupats. Tots els 96 habitatges eren cases. Dels 89 habitatges principals, 79 estaven ocupats pels seus propietaris, 8 estaven llogats i ocupats pels llogaters i 2 estaven cedits a títol gratuït; 1 tenia una cambra, 1 en tenia dues, 10 en tenien tres, 29 en tenien quatre i 49 en tenien cinc o més. 61 habitatges disposaven pel capbaix d'una plaça de pàrquing. A 40 habitatges hi havia un automòbil i a 39 n'hi havia dos o més.

### Piràmide de població

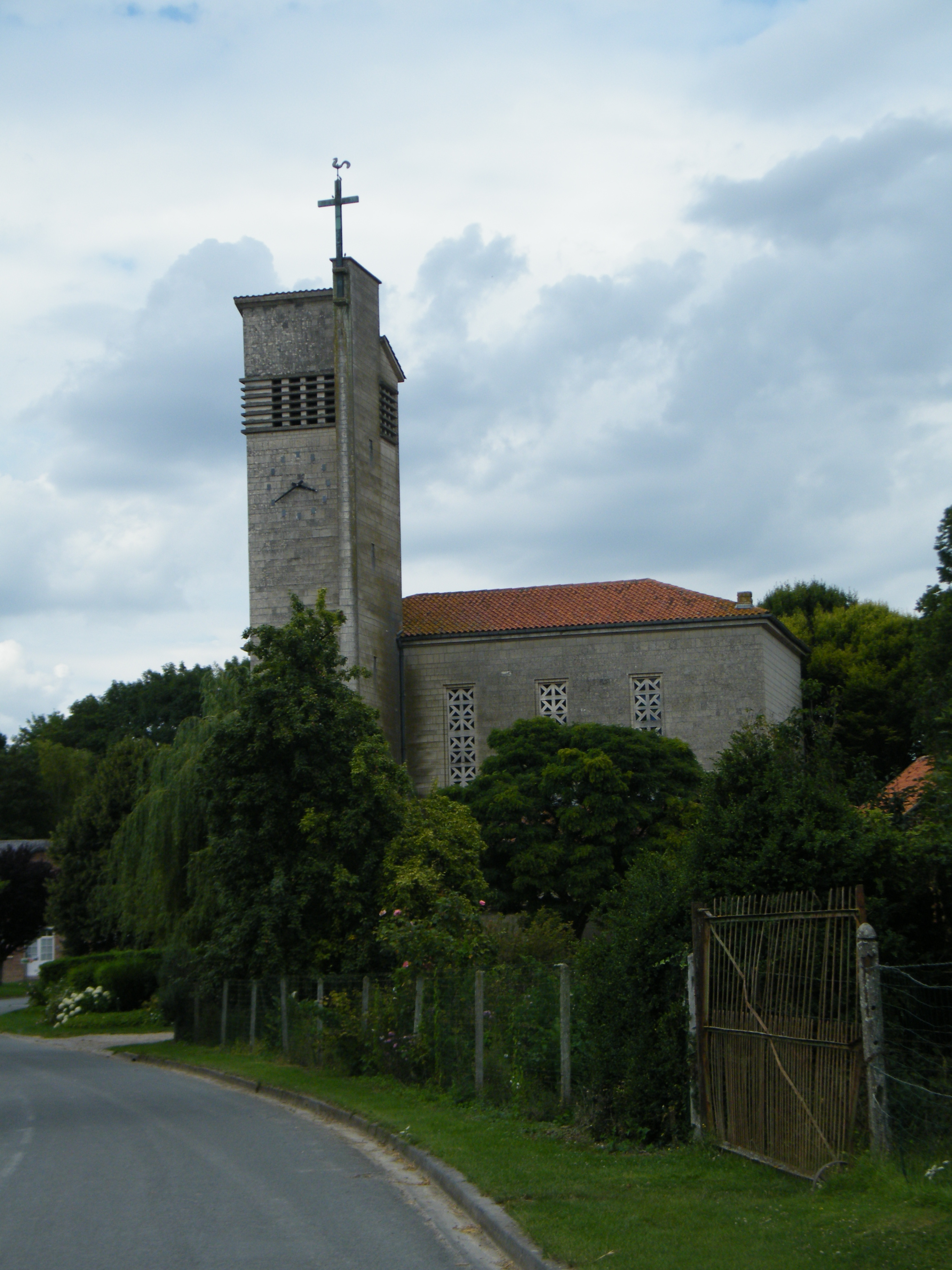

La piràmide de població per edats i sexe el 2009 era:
| Homes | Edats   | Dones |
| ----- | ------- | ----- |
| 0     | 95 o +  | 0     |
| 0     | 90 a 94 | 0     |
| 4     | 85 a 89 | 4     |
| 8     | 80 a 84 | 4     |
| 4     | 75 a 79 | 4     |
| 4     | 70 a 74 | 12    |
| 4     | 65 a 69 | 4     |
| 4     | 60 a 64 | 0     |
| 0     | 55 a 59 | 4     |
| 8     | 50 a 54 | 16    |
| 12    | 45 a 49 | 0     |
| 12    | 40 a 44 | 20    |
| 8     | 35 a 39 | 8     |
| 4     | 30 a 34 | 0     |
| 0     | 25 a 29 | 8     |
| 12    | 20 a 24 | 8     |
| 8     | 15 a 19 | 32    |
| 4     | 10 a 14 | 12    |
| 8     | 5 a 9   | 8     |
| 0     | 0 a 4   | 0     |

## Economia

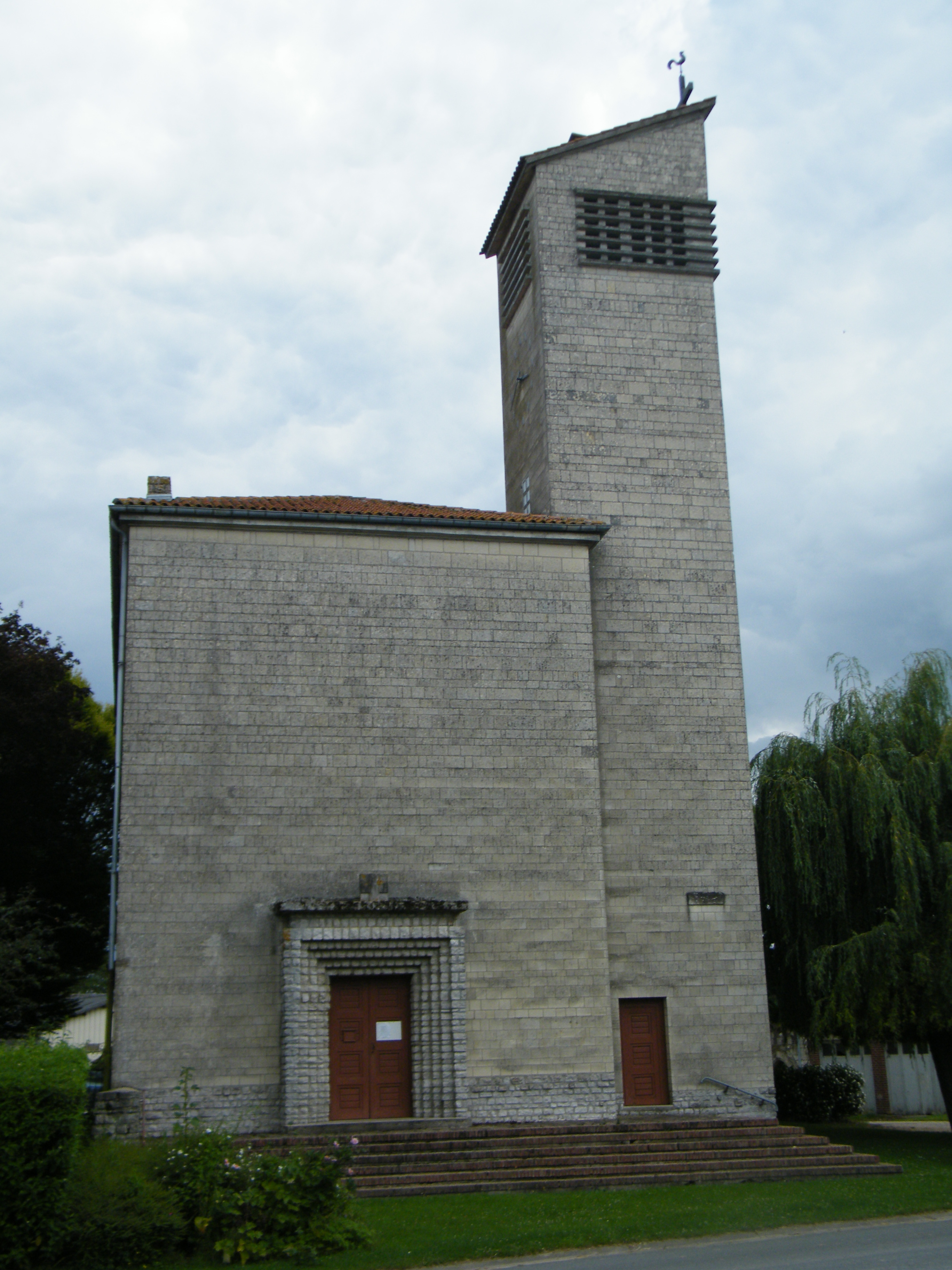

El 2007 la població en edat de treballar era de 143 persones, 103 eren actives i 40 eren inactives. De les 103 persones actives 96 estaven ocupades (51 homes i 45 dones) i 7 estaven aturades (5 homes i 2 dones). De les 40 persones inactives 15 estaven jubilades, 12 estaven estudiant i 13 estaven classificades com a «altres inactius».

### Ingressos
El 2009 a Saisseval hi havia 94 unitats fiscals que integraven 237 persones, la mediana anual d'ingressos fiscals per persona era de 22.218 €.

### Activitats econòmiques

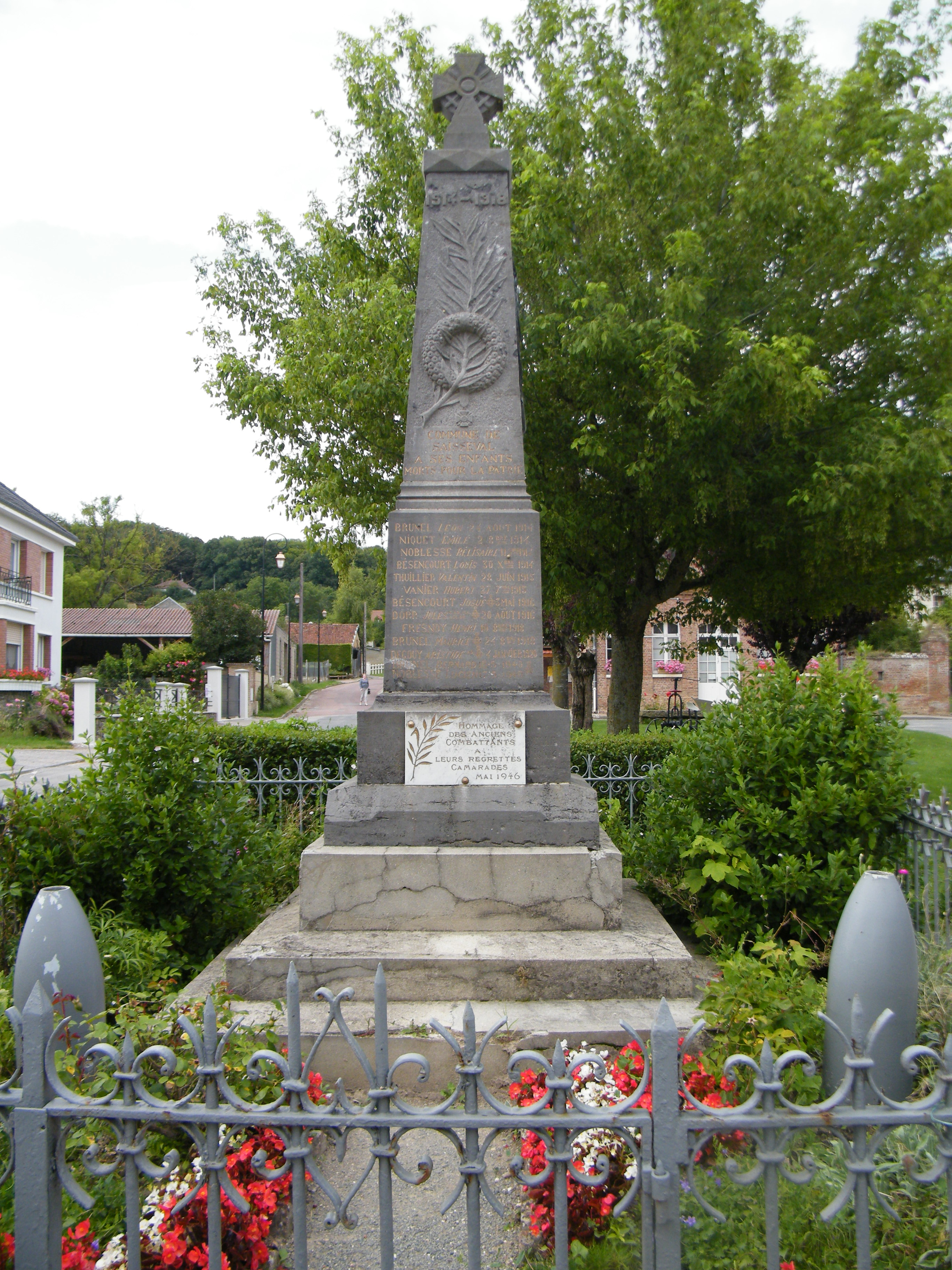

Els 2 establiments que hi havia el 2007 eren d'empreses de construcció.
L'any 2000 a Saisseval hi havia 14 explotacions agrícoles que ocupaven un total de 1.000 hectàrees.

## Equipaments sanitaris i escolars
El 2009 hi havia una escola maternal integrada dins d'un grup escolar amb les comunes properes formant una escola dispersa.

## Poblacions més properes

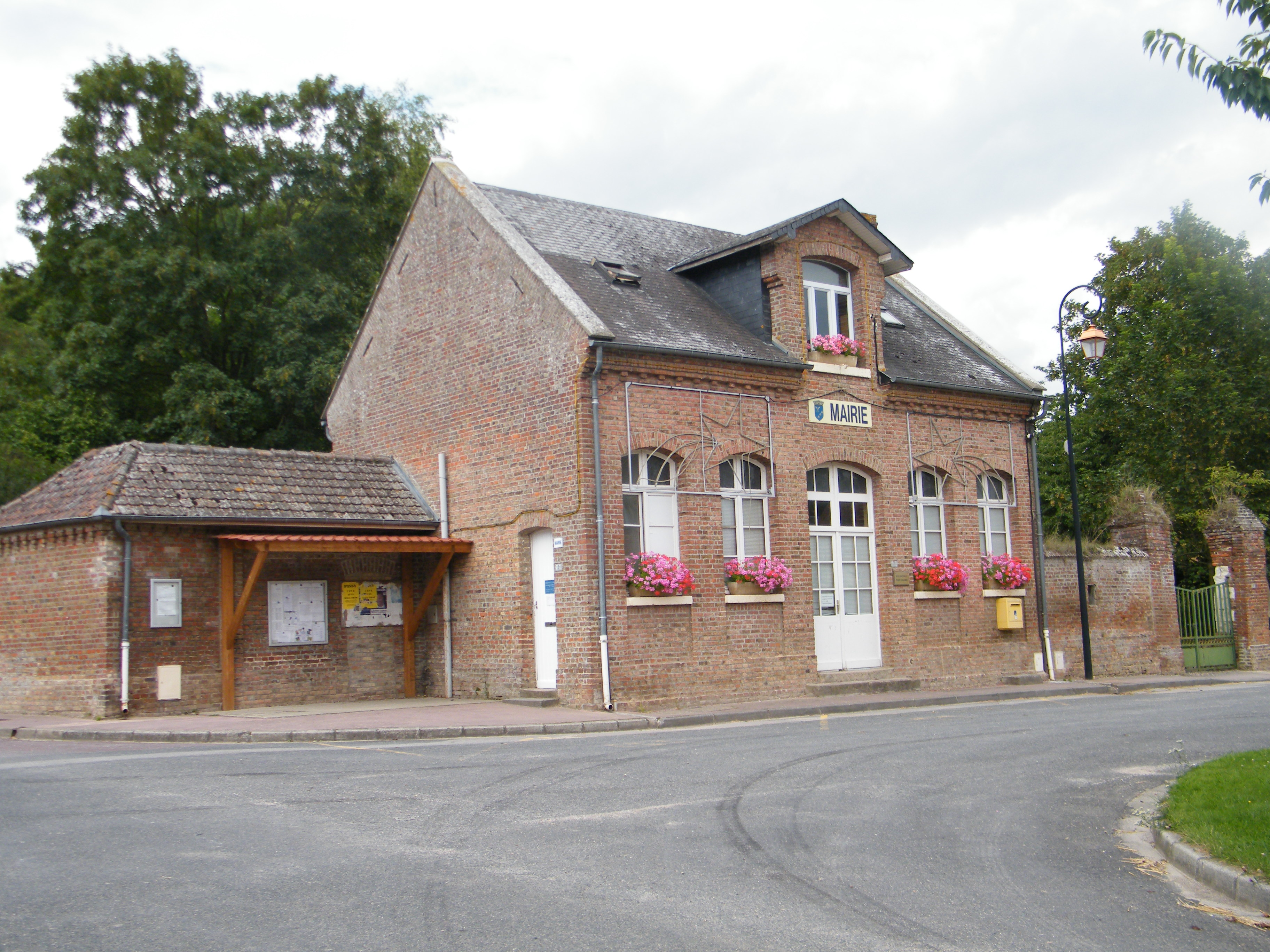

El següent diagrama mostra les poblacions més properes.